# ياسوهيرو تاكيموتو
ياسوهيرو تاكيموتو (武本康弘 تاكيموتو ياسوهيرو) (5 أبريل 1972 - 18 يوليو 2019)، مخرج أنمي ياباني.

## أعماله في مجال الإخراج

### مسلسلات أنمي تلفزيونية
- فل ميتال بانيك؟ فوموفو
- فل ميتال بانيك! The Second Raid
- لاكي ستار (الحلقات 5-24)
- كآبة هاروهي سوزوميا (حلقات 2009)
- هيوكا
- أماغي بريليانت بارك
- خادمة الآنسة كوباياشي تنين
- خادمة الآنسة كوباياشي تنين S (إخراج السلسلة)

### أنمي الإنترنت
- كآبة سوزوميا هاروهي-تشان
- نيورون تشورويا-سان

### أفلام أنمي
- إختفاء هاروهي سوزوميا
- هاي سبيد! فري! ستارتنغ ديز

## أعماله خارج مجال الإخراج
- كرايون شين-تشان (تحريك الرسوم)
- أنا وأخي (الرسوم المفتاحية)
- بوكيمون (الرسوم المفتاحية)
- إينوياشا (رسم لوحة القصة، إخراج الحلقات، الرسوم المفتاحية)
- ذا سول تيكر (رسم لوحة القصة، إخراج الحلقات)
- فيوليت إيفرغاردن (رسم لوحة القصة، إخراج الحلقات)

## وصلات خارجية
- ياسوهيرو تاكيموتو على موقع IMDb (الإنجليزية)
- ياسوهيرو تاكيموتو على موقع قاعدة بيانات الفيلم (الإنجليزية)
- ياسوهيرو تاكيموتو على موقع كينوبويسك (الروسية)
- ياسوهيرو تاكيموتو على موقع ANN person (الإنجليزية)
- صفحة IMDb